# Amphirhoë decora
Amphirhoë decora är en skalbaggsart som beskrevs av Newman 1840. Amphirhoë decora ingår i släktet Amphirhoë och familjen långhorningar. Inga underarter finns listade i Catalogue of Life.